# ماثيو فيشر
ماثيو فيشر (9 نوفمبر 1997 في المملكة المتحدة - ) (بالإنجليزية: Matthew Fisher)‏ هو لاعب كريكت بريطاني. لعب مع نادي مقاطعة يوركشاير للكريكت ‏.

## وصلات خارجية
- ماثيو فيشر على موقع إي آس بي آن كريك إنفو (الإنجليزية)